# プロダクトマネジメント
プロダクトマネジメント (英: product management) はプロダクトの成功すなわち「顧客に価値を提供しビジネスとして利益を出すこと」を目的・責務とするマネジメントである。製品管理とも。

## 概要
プロダクトは価値を提供する手段である。例えばマッサージは消費者へ快楽を・生産者へ収益を提供するプロダクトである。ユーザーがプロダクトを購入し利用することで、ユーザーは体験を介して顧客価値を、生産者は収益を得る。すなわちプロダクトは手段であり、価値こそが目的である。プロジェクトは出力（output）としてプロダクトを生み出し、プロダクトは利用された成果（outcome）として価値を生み出す。 
無秩序なプロダクト開発であっても、実行すれば出力として何らかのプロダクトを届けることはできる。しかしプロダクトはあくまで手段であり、プロダクトが目的とする価値を提供できなければ無意味である。プロダクトが意図した価値を提供できるように導くこと（マネジメント）をプロダクトマネジメントという。 
プロダクトマネジメントでは、顧客へ価値あるプロダクトを届けるために製品開発を、ビジネスとして成立させるためにプロダクトマーケティングをマネジメントする。デザイン・エンジニアリング・マーケティングと連携し施策案を立案、プロトタイピング等により情報を得たうえで、マネジメントの権限において実施する施策を決定する。施策の進行を把握し目的であるUXと利益の達成度を監視、適宜プロダクトの方向性を修正する。 
マネジメントするイベントとして、新製品の開発・計画・検証・予測・価格設定・発売・マーケティング・終売などが挙げられる。マネジメント対象としては製品ライフサイクル管理、人、データ、プロセス、およびビジネスシステムがある。また企業とそのサプライチェーンに絡む企業に、製品情報を提供する。 

## 目的・役割
プロダクトマネジメントは何をするか判断することで顧客価値と自社利益を最大化する責任を持つ。
良いプロダクトは顧客の重要な問題を解決して大きな効用を生み、顧客は納得できる費用を支払いプロダクトから価値を得て、製造者は対価から利益を得る。プロダクトマネジメントの目的はプロダクトの成功たる顧客価値と自社利益の最大化である。
プロダクトは無限の選択肢の中から人が作るものであり、何をするか・しないかで全てが左右される。プロダクトマネジメントの役割は、顧客価値と利益を両立させるために、施策の可能性を評価してそれを顧客へ届けるべきか判断することである。
このようにプロダクトマネージャーは施策判断の権限が与えられ、顧客価値と利益を最大化する責務を負う。
マネジメントでは指針確立を目標とする。ゆえにプロダクトマネジメントではバリュープロポジション確立を目標とする。バリュープロポジションを確立することでそれに従った戦略の策定、目的・プロセスの確立が可能となり、一貫した価値提供が可能になる。

## 活動
プロダクトマネジメントの最も重要な活動は施策の可能性を評価し何をするか判断すること（ディレクション）である。可能性には以下の要素があり、これらの知識を用い判断をおこなう。
- 顧客面: 施策が価値ある顧客の問題・悩み・欲望を解決するか
- データ面: 現在の製品の利用データから施策が有効と考えられるか
- ビジネス面: 施策がステークホルダーの合意を得てビジネスとして成立するか
- 市場面: 競合を破って施策がリーチする顧客が充分か

プロダクトマネジメントはデザイン・エンジニアリング・マーケティングなどと連携し施策案のプロトタイピングと評価をおこない、最終的に製品へ実装する施策を決定する（製品発見）。

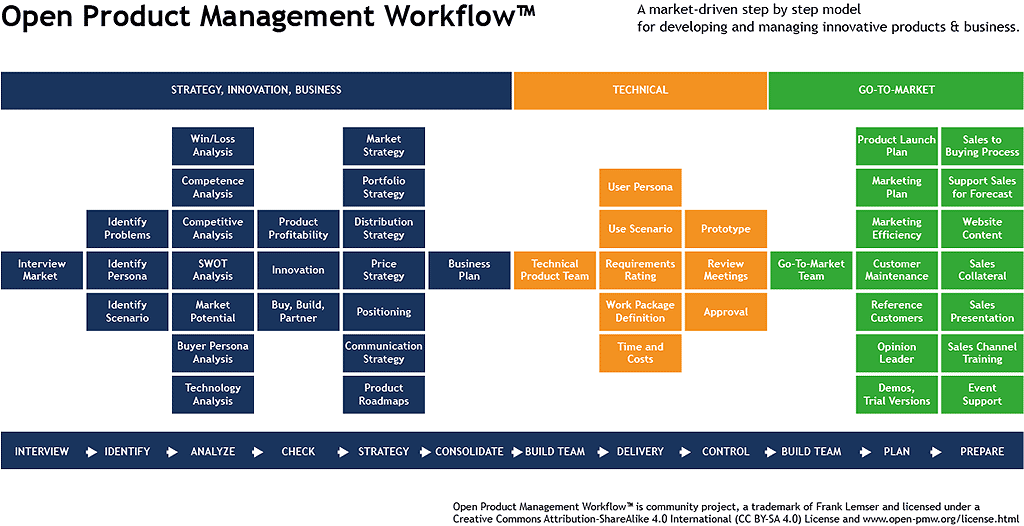
Open Product ManagementWorkflow™（OPMW）-プロダクトマネージャー向けのステップバイステップのガイダンス

Open Product Management Workflowではプロダクトマネジメントを次のように分類する。
- 戦略的プロダクトマネジメント: 市場分析、自社分析など
- 技術的プロダクトマネジメント: 製品開発（要件定義、プロトタイピング、プロジェクトマネジメントなど）
- 市場開拓: プロダクトマーケティング

チーム開発の場合、各チーム間の連携（例: 要件のすりあわせ）もマネジメントの責務である。

### プロダクトオーナーの役割との差別化
プロダクトオーナーはスクラムチームで果たす役割ですが、プロダクトマネージャーがその仕事です。スクラムチームがない場合、または小規模なチームの場合、プロダクトマネージャーはより戦略的な検証タスクに取り組む可能性があります。プロダクトマネージャーがスクラムチームの一員である場合、日常のタスクがより実行に関連している可能性が高くなります。

### ライフサイクル
プロダクトとその機能にはライフサイクルがある。導入はしたが反響が無い場合や、多く利用された後に長い期間を経て陳腐化する場合もある。不要になった機能を廃止してシンプルに保つことは、UXに貢献し、また開発資源の浪費を防ぐことでビジネスに貢献する。よって商品ライフサイクルマネジメントはプロダクトマネジメントに含まれる。
プロダクトが現在位置するライフサイクルは計測無しには把握できない。効果測定により、導入された機能が意図通りのUXを生んでいるか（成長期）や既存機能がもはやUXを生んでいないことはないか（衰退期）を知ることができる。明らかになったライフサイクルに基づいて、プロダクトがどうあるべきか（what）を再考し、打つべき施策（how）を選定するのがプロダクトマネジメントの役割である。例えばシンプルなUXをあるべき姿として機能の段階的廃止を決定する（c.f. 商品ライフサイクルマネジメント#施策）。

### 範囲外
プロダクトマネジメントの責務は判断とそのための情報収集であり、プロダクトマネージャーはプレイヤーではない（Howを移譲する）。例えば以下はプロダクトマネジメントではない。
- 施策アイデアの具体化すなわちプロダクトデザインとプロトタイピング（プロダクトデザインの責務）[9][10]
- 施策プロトタイプの検証（ユーザーリサーチ・プロダクトデザインの責務）[11]
- 市場調査の実施（プロダクトマーケティングの責務）[12]

実際の現場では、例えばプロダクトマネジメントとプロダクトデザインを兼任する人がいる場合もある。それはあくまで（リソース不足からくる）担当者の兼任であり、デザイン・エンジニアリングはプロダクトマネジメントに含まれない。
またプロダクトマネジメントは単なる施策進行役ではない。
プロダクトマネジメントが方針を示し実装を権限委譲する方針はミッション・コマンドやエンパワーメントであるといえる。

## インバウンドとアウトバウンド
インバウンド（製品開発）およびアウトバウンド（プロダクトマーケティング）は様々なところで参照されている。
インバウンドプロダクトマネジメント（a.k.a.インバウンドマーケティング）は組織の「レーダー」であり、顧客調査、競合他社の情報、業界分析、傾向、経済的シグナル、競争活動などの情報を吸収し、要件を文書化し、製品戦略を作成する 。
対照的に、アウトバウンド活動は、メッセージの配信またはプッシュ、営業担当者のトレーニング、市場戦略への移行、および広告、PR、イベントなどのチャネルを介したメッセージの伝達に重点を置いている 。 
多くの組織では、インバウンドとアウトバウンドは同じ担当者が実行している。
プロダクトマネジメントは、上流および下流という側面で捉えることもできる。「上流」は製品の定義、作成、または改善に役立つ活動を指し、「下流」は製品を宣伝するあらゆる活動を指す 。これにより、「下流プロダクトマネジメント」と「インバウンドマーケティング」という用語との混同を避けることができる。この用語は、「製品を見つけられるようにする」という意味で、下流のプロダクトマネジメントを行う方法を明確に指す(それに対して「アウトバウンドマーケティング」は、製品が見込み客の前に「プッシュされる」こと)。この用語の混乱は、プロダクトマネジメント、マーケティングコミュニケーションなどを含む分野としての「マーケティング」という用語と、「プロモーション」または「広告」の同義語として同じ用語「マーケティング」を使用していることによる。

## 業種
プロダクトマネジメントは様々な業種に渡って必要とされており、専属のプロダクトマネージャー（PM）が存在する業種がある。業種ごとの事情に合わせてPMがおこなうマネジメントの範囲・手法には違いがある。
ブランドマネジメントに起源を持つことから、日用消費財（英: Fast Moving Consumer Goods; FMCG）分野ではプロダクトマネージャーが配置される。FMCGの量産は高い専門性と異なる時間スケールを持つことから、この分野でのPMは新商品開発とマーケティングを主軸としたマネジメントをおこなう。そのためしばしばマーケティング部門に所属する。
ヒューレット・パッカードでの導入を背景に、IT分野でもプロダクトマネージャーが配置されている。IT分野は高速なソフトウェアプロトタイピング手法とエンジニアリング手法（アジャイルソフトウェア開発）が開発されているため、数時間~数日でのプロトタイピング、数週間での機能開発がしばしば可能である。そのことからIT分野のPMは製品発見・市場投入・マーケティングの全てに対してマネジメントをおこなう場合が多い。
映像・コンピュータゲーム分野では監督・ディレクターがプロダクトマネジメントをおこなっている。
他の分野においても方針決定の権限を担うポジションは（合議制でない限り）必要なため、ディレクターや事業部長といった役名で暗示的にプロダクトマネジメントをおこなっている場合が多い。

## 背景・歴史
企業のマネジメントには様々な手法が存在する。プロダクトマネジメントの場合、1つの製品を中心にマネジメントをおこなう。一方、組織機能に着目したマネジメントの場合、職種を中心にマネジメントをおこなう（職能別組織）。例えばマーケティングを中心としたマーケティング部を組織し、マネージャーは所属するマーケターの進捗や成長をマネジメントする。その場合、扱われるプロダクトは何十種類にも及び、プロダクトマネジメントとは大きく異なる様式となる。
特定機能の最適化が求められる際には職種に基づいたマネジメントが効果的である。例えば生産がボトルネックだった時代には職能別組織として生産部が設けられた。なぜなら生産の不足により顧客は製品に飢えており、生産効率の向上（マスプロダクション）こそが成果に直結するマネジメント対象であったからである。生産効率が充分に上がったのちには消費者へのアピールが成果へ直結するようになり、マーケティングの最適化、といったマネジメントが続いた。
1920年代のアメリカでは事業・製品に着目した企業の組織化（事業部制・事業部制組織）が広がり始めていた。同時期におこったプロダクトマネジメントの直接の起源の1つは1931年、P&GのNeil H. McElroyまで辿れる。マーケティング部門に所属し様々なプロダクトのマーケティングを担当していたMcElroyは、単一商品のブランディング（ブランドマネジメント）を訴える社内覚書を残した。この覚書の中でMcElroyはあるべき"brand man"の姿として、単一ブランドの様々な側面全てに責任を負うことを求めている。
後年McElroyはヒューレット・パッカード創始者のメンターとなり、後に "the HP Way" と呼ばれる哲学を生み、現代のプロダクトマネジメントへと繋がっている。